# Miltogramma syrtorum
Miltogramma syrtorum är en tvåvingeart som beskrevs av Boris Borisovitsch Rohdendorf 1935. Miltogramma syrtorum ingår i släktet Miltogramma och familjen köttflugor. Inga underarter finns listade i Catalogue of Life.